# Krynki-Sobole
Pour les articles homonymes, voir Sobole.
Krynki-Sobole [ˈkrɨnki sɔˈbɔlɛ] est un village polonais de la gmina de Grodzisk dans le powiat de Siemiatycze et dans la voïvodie de Podlachie.
Selon le recenssement de la commune de 1921, ont habité dans le village 224 personnes, dont 198 étaient catholiques, 24 orthodoxes, et 2 judaïques. Parallèlement, 212 habitants ont déclaré avoir la nationalité polonaise, 10 la nationalité biélorusse et 2 la nationalité juive. Dans le village, il y avait 73 bâtiments habitables.